# Tlenek radu
Tlenek radu, RaO – nieorganiczny związek chemiczny z grupy tlenków, połączenie tlenu i radu na II stopniu utlenienia. Jego zawartość w skorupie ziemskiej szacowana jest na 1,3×10−6 ppm w przeliczeniu na rad. Pod wpływem wody ulega rozkładowi. Powinien być izostrukturalny z tlenkiem baru, jednak z uwagi na reaktywność tlenku radu przeprowadzono niewiele badań doświadczalnych tego związku. Zastosowania tlenku radu są ograniczone, może być używany do otrzymywania laboratoryjnych ilości metalicznego radu poprzez próżniowe ogrzewanie go w temperaturze 1200 °C z glinem jako reduktorem.